# Константа Голомба — Дікмана
У математиці константа Голомба — Дікмана виникає в теорії випадкових перестановок та в теорії чисел.
Її значення дорівнює
{\displaystyle \lambda =0{,}62432998854355087099293638310083724\dots } послідовність A084945 з Онлайн енциклопедії послідовностей цілих чисел, OEIS
Поки невідомо, чи є ця константа раціональною, чи ірраціональною.

## Означення
Нехай {\displaystyle a_{n}} буде середнім (взятим за всіма перестановками множини з {\displaystyle n} елементів) значенням довжини найдовшого циклу в кожній перестановці, тоді константа Голомба — Дікмана дорівнює
{\displaystyle \lambda =\lim _{n\to \infty }{\frac {a_{n}}{n}}.}
Мовою теорії ймовірностей, {\displaystyle \lambda n} є асимптотою математичного сподівання довжини найдовшого циклу рівномірно розподіленої випадкової перестановки множини з {\displaystyle n} елементів.
У теорії чисел константа Голомба — Дікмана потрібна у зв'язку із середнім значенням довжини найбільшого простого дільника цілого числа. Більш точно,
{\displaystyle \lambda =\lim _{n\to \infty }{\frac {1}{n}}\sum _{k=2}^{n}{\frac {\log(P_{1}(k))}{\log(k)}},}
де {\displaystyle P_{1}(k)} — найбільший простий дільник числа {\displaystyle k}.
Таким чином, якщо {\displaystyle k} — {\displaystyle d}-значне ціле число, то {\displaystyle \lambda d} — асимптота середнього значення кількості знаків найбільшого простого дільника числа {\displaystyle k}.
Константу Голомба — Дікмана можна зустріти в теорії чисел також і в іншій ситуації.
Яка ймовірність того, що другий за величиною простий дільник числа {\displaystyle n} менший від квадратного кореня з найбільшого простого множника числа {\displaystyle n}?
Асимптотично ця ймовірність дорівнює {\displaystyle \lambda }, точніше:
{\displaystyle \lambda =\lim _{n\to \infty }\operatorname {Prob} \left\{{P_{2}(n)\leq {\sqrt {P_{1}(n)}}}\right\},}
де {\displaystyle P_{2}(n)} — другий за величиною простий дільник числа {\displaystyle n}.
Константа Голомба — Дікмана також з'являється у випадку, коли розглядаємо середню довжину найбільшого циклу функції від скінченної множини із значеннями у цій множині.
Нехай {\displaystyle X} — скінченна множина, тоді, якщо ми повторно застосовуємо функцію {\displaystyle f\colon X\rightarrow X} до будь-якого елементу {\displaystyle X} цієї множини, то він входить в цикл, і для деякого {\displaystyle k} маємо: {\displaystyle f^{n+k}(x)=f^{n}(x)} при достатньо великому {\displaystyle n}. Найменше {\displaystyle k} з цією властивістю — довжина циклу.
Нехай {\displaystyle b_{n}} буде середнім значенням довжини циклу, взятим за всіма функціями від множини розмірності {\displaystyle n} із значеннями у цій множині. Пурдон і Вільямс довели, що
{\displaystyle \lim _{n\to \infty }{\frac {b_{n}}{\sqrt {n}}}={\sqrt {\frac {\pi }{2}}}\lambda .}

## Формули
Константа {\displaystyle \lambda } може бути предсталена декількома способами:
{\displaystyle \lambda =\int _{0}^{1}{\rm {e}}^{\operatorname {Li} (t)}\operatorname {d} t,}
де {\displaystyle \operatorname {Li} (t)} — інтегральний логарифм;
{\displaystyle \lambda =\int _{0}^{\infty }{\rm {e}}^{-t-E_{1}(t))}\operatorname {d} t,}
де {\displaystyle E_{1}(t)} — експоненціальний інтеграл;
{\displaystyle \lambda =\int _{0}^{\infty }{\frac {\rho (t)}{t+2}}\operatorname {d} t}
та
{\displaystyle \lambda =\int _{0}^{\infty }{\frac {\rho (t)}{(t+1)^{2}}}\operatorname {d} t,}
де {\displaystyle \rho (t)} — функція Дікмана.